# کیتی وینسنت
کیتی وینسنت (انگلیسی: Katie Vincent؛ زادهٔ ۱۲ مارس ۱۹۹۶) قایقران کانو زن اهل کانادا است.
وی در مسابقات کشوری و بین‌المللی در مجموع برندهٔ ۲ مدال طلا، ۱ مدال برنز شده‌است.